# Omnibus (cinéma)
 (février 2014).
Si vous disposez d'ouvrages ou d'articles de référence ou si vous connaissez des sites web de qualité traitant du thème abordé ici, merci de compléter l'article en donnant les références utiles à sa vérifiabilité et en les liant à la section « Notes et références ».
Pour les articles homonymes, voir Omnibus (homonymie).
Au cinéma, un omnibus est un type de film à sketches[réf. nécessaire], plus précisément une compilation de plusieurs « segments », ou « séquences », souvent réalisées par des cinéastes différents, autour d'un même thème. Le terme est particulièrement employé en cinéma d'animation. À la télévision, un omnibus désigne la diffusion en une seule séance de plusieurs épisodes, ou parties d'épisodes, d'une série.

## Liste sélective d'omnibus

### Cinéma d'animation
- 1986 : Manie Manie : Les Histoires du labyrinthe, composé de trois segments de Rintarō, Yoshiaki Kawajiri et Katsuhiro Ōtomo
- 1987 : Robot Carnival, composé de neuf segments réalisés par neuf réalisateurs japonais
- 1995 : Memories, composé de trois segments réalisés par Katsuhiro Ōtomo, Kōji Morimoto et Tensai Okamura
- 2003 : Animatrix, composé de neuf segments
- 2007 : Genius Party, composé de treize segments réalisés par le Studio 4°C
- 2008 : Peur(s) du noir, composé de cinq segments
- 2013 : Short Peace, composé de quatre segments réalisés par Katsuhiro Ōtomo, Shuhei Morita, Hiroaki Ando et Hajime Katoki
- 2017 : Le Grand Méchant Renard et autres contes..., composé de trois segments réalisés par Benjamin Renner et Patrick Imbert

### Cinéma
- 1952 : Les Sept Péchés capitaux, film réalisé par 7 réalisateurs
- 1962 : Les Sept Péchés capitaux, film réalisé par 8 réalisateurs
- 1962 : Boccace 70, film réalisé par 3 ou 4 réalisateurs, selon les versions
- 1967 : Les Sorcières, film réalisé par 5 réalisateurs
- 1971 : Siempre hay una primera vez, film mexicain composé de trois segments réalisés par José Estrada, Guillermo Murray et Mauricio Walerstein
- 1983 : La Quatrième Dimension (Twilight Zone: The Movie) de John Landis, Steven Spielberg, Joe Dante et George Miller: quatre segments précédés d'un prologue et suivis d'un épilogue.
- 1992 : Les Sept Péchés capitaux, film belge réalisé par 7 réalisateurs
- 1995 : Lumière et Compagnie, film documentaire réalisé par une quarantaine de réalisateurs
- 2002 : 11'09"01 - September 11, film français réalisé par 11 réalisateurs de plusieurs origines
- 2004 : ¡Hay motivo!, film espagnol réalisé par une trentaine de réalisateurs
- 2006 : Paris, je t'aime, film français réalisé par 18 réalisateurs de plusieurs origines
- 2007: Chacun son cinéma : trente-cinq réalisateurs pour trente-trois sketches
- 2008 : Tokyo!, film réalisé par 3 réalisateurs
- 2011 : 60 Seconds of Solitude in Year Zero, film estonien réalisé par cinquante réalisateurs de différentes nationalités
- 2011 : L'Art d'aimer est un film français écrit et réalisé par Emmanuel Mouret composé de cinq histoires différentes autour de l'amour et du thème des relations amoureuses. Ce n'est pas un film omnibus en termes de réalisation mais par sa composition thématique.
- 2014 : Les Nouveaux Sauvages (Relatos salvajes), du réalisateur argentin Damián Szifrón, six segments autour des comportements humains.

### Télévision
- 2000 - 2001 : l'émission Omnibus sur Game One